# L'Ambleto
L'Ambleto è un dramma teatrale scritto da Giovanni Testori nel 1972. Composto in lombardo insubre, nella quale si riconoscono influenze dei più disparati dialetti italiani e delle lingue straniere, è una riscrittura in chiave comica dell'Amleto di William Shakespeare. È parte integrante della Trilogia degli Scarrozzanti composta da L'Ambleto, dal Macbetto e dall'Edipus.
La prima rappresentazione, avvenuta il 16 gennaio 1973 al Salone Pier Lombardo di Milano, portava la firma registica di Andrée Ruth Shammah, mentre l'interprete principale era Franco Parenti. Negli ultimi anni, è stata celebre la messinscena di Sandro Lombardi e Federico Tiezzi, premiata da un Premio Ubu nel 2002 per l'interpretazione di Lombardi.

## Trama

### Atto primo
La scena è ambientata in Brianza, e la commedia si apre con il funerale del padre di Ambleto, marito di Gertruda, il quale viene maledetto dal protagonista per la sventura di averlo concepito. Il trono spetta ad Arlungo, fratello del re defunto, che sposa Gertruda, scatenando lo sdegno di Ambleto: le stranezze di quest'ultimo vengono però prese poco in considerazione poiché è risaputo, a corte, che da giovane Ambleto aveva sbattuto il capo, rimanendo poco più che uno sciocco.
Mentre Lofelia (interpretata dalla stessa attrice che recita la parte di Gertruda) dichiara inutilmente il suo amore ad Ambleto il quale ha una relazione omosessuale con il Franzese, poeta dal nobile volto, il fratello Laerto parte per una missione di pace in Valtellina. Ambleto, intanto, tenta di capire da Lofelia come sia morto suo padre e, in un atto di regressione mentale, torna indietro nel tempo fino al concepimento, tanto da veder apparire lo spettro del defunto monarca, il quale rivela che Gertruda ed Arlungo hanno avvelenato il suo formaggio, uccidendolo per pura bramosia di potere.

### Atto secondo
Per evitare il matrimonio con Lofelia Ambleto la ricatta, minacciandola di rivelare l'assassinio del padre: Polonio viene invitato da Arlungo a richiudere la figlia in convento, per evitare che impazzisca anch'ella come suo nipote. Tale intento cela, in realtà, la paura dei due che la verità venga a galla. Lofelia parte per il convento ma prima palesa il suo rancore nei confronti dei due regnanti.
Polonio, accorso in aiuto di Gertruda, accusata da Ambleto di assassinio, viene da lui ucciso con un colpo di spada. Lofelia, alla notizia, si getta dalla sommità del convento nel quale è rinchiusa annegando nel lago sottostante, mentre Laerto viene richiamato da Arlungo e Gertruda per contrastare Ambleto. Durante i funerali di Polonio e Lofelia, Ambleto e Laerto si sfidano a duello, poiché Ambleto è sicuro che Laerto abbia provato a sedurre l'amato Franzese. Laerto perde il duello e Arlungo, per porre rimedio alla situazione, prepara del vino avvelenato da somministrare ad Ambleto: quest'ultimo, capito l'intento dello zio, lo costringe a bere, uccidendolo all'istante. Si avventa poi su Gertruda, strozzandola. Alla fine, beve egli stesso dalla coppa avvelenata, uccidendosi tra le grida di disperazione del Franzese. Prima di morire, però, due gesti di affetto ed amore: il dono di tutti gli averi della corona al popolo e la promessa di rivedersi col suo amato nell'aldilà.